# Средняя Камышинка
Средняя Камышинка — село в Камышинском районе Волгоградской области, в составе Лебяженского сельского поселения.
Население — 184 чел. (2010)

## История
Дата основания не установлена. Согласно Историко-географическому словарю Саратовской губернии [что?]хутор[какой?] Камышинского уезда Саратовской губернии. Жители были причислены к городу Камышину.
С 1928 года — в составе Камышинского района Камышинского округа (округ упразднён в 1934 году) Нижневолжского края (с 1935 года — Сталинградского края, с 1936 года — Сталинградской области, с 1961 года — Волгоградской области). Хутор[какой?] являлся центром Средне-Камышинского сельсовета. Решением Сталинградского облисполкома от 23 апреля 1959 года № 10/211 § 43 Средне-Камышинский сельсовет был упразднён, а хутор[какой?] передан в состав Лебяжинского сельсовета

## Общая физико-географическая характеристика
Село расположено в степной местности, в пределах Приволжской возвышенности, являющейся частью Восточно-Европейской равнины, на реке Камышинке, на высоте около 70 метров над уровнем моря. Почвы каштановые. Вы по реке расположен хутор Грязнуха, ниже — хутор Карпунин
Через село проходит автодорога Камышин — Котово. По автомобильным дорогам расстояние до районного центра города Камышин — 12 км, до областного центра города Волгоград — 190 км, до административного центра сельского поселения села Лебяжье — 14 км. Близ хутора расположена железнодорожная платформа Камышинка ветки Петров Вал — Камышин Приволжской железной дороги.
Часовой пояс
Средняя Камышинка, как и вся Волгоградская область, находится в часовой зоне МСК (московское время). Смещение применяемого времени относительно UTC составляет +3:00.

## Население
Динамика численности населения
| 1862 | 1895 | 1987  | 2002 |
| ---- | ---- | ----- | ---- |
| 1062 | 797  | ≈ 170 | 192  |

| 2010 |
| ---- |
| 184  |